# Parkash Singh Badal

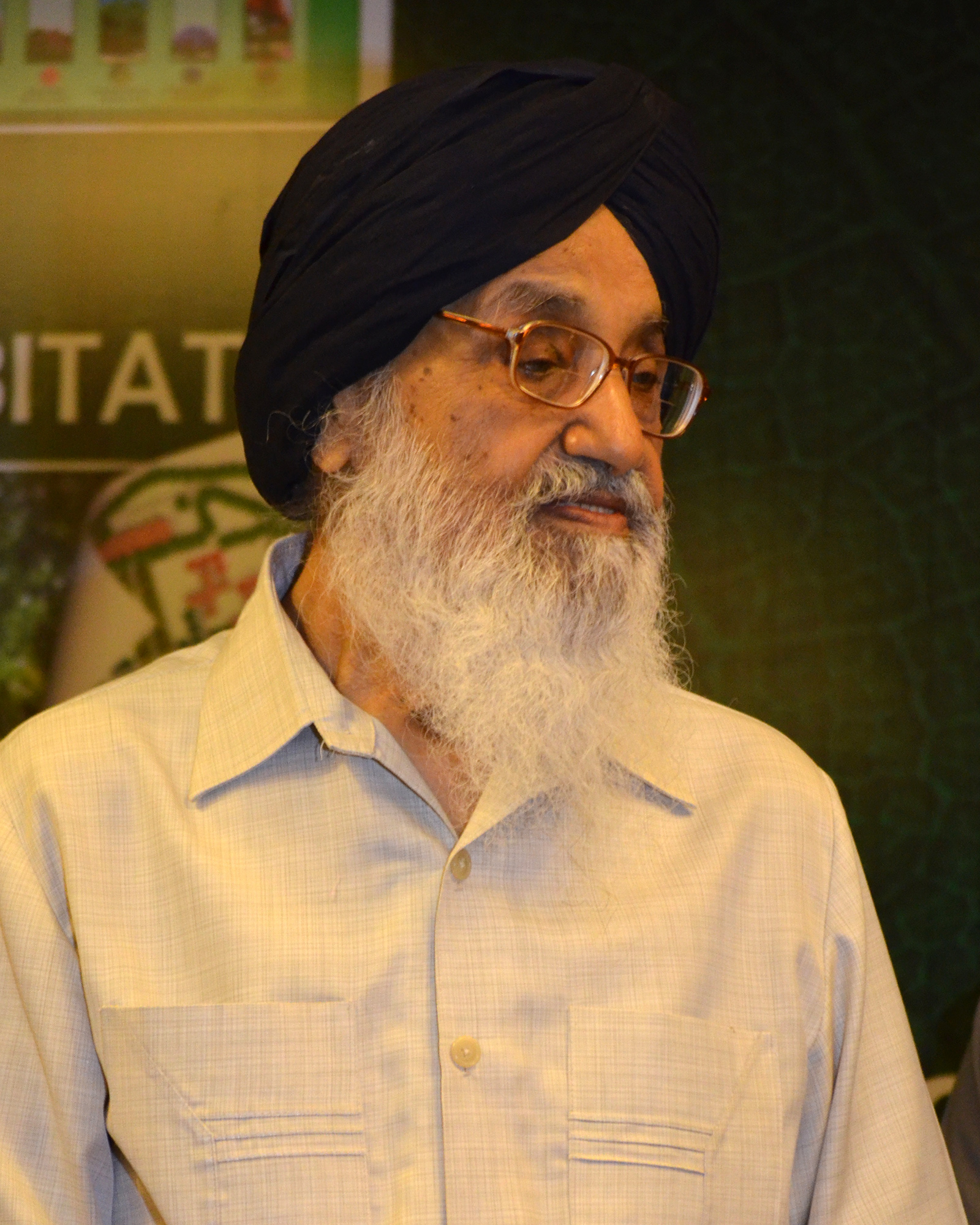
Parkash Singh Badal

Parkash Singh Badal (ur. 8 grudnia 1927, zm. 25 kwietnia 2023) – indyjski polityk.
Urodził się w Abul Khurana niedaleko Malwy, jako syn Raghuraja Singha i Sundri Kaur. W życie polityczne zaangażował się w 1947. W 1957 został po raz pierwszy wybrany do zgromadzenia ustawodawczego Pendżabu, mandat do parlamentu tego stanu uzyskiwał łącznie dziewięciokrotnie. W 1970 po raz pierwszy stanął na czele rządu stanowego (do 1971). Funkcję tę pełnił jeszcze trzykrotnie (1977–1980, 1997–2002, od 2007). Był również ministrem rolnictwa w rządzie związkowym i liderem opozycji w parlamencie pendżabskim.
Jest długoletnim działaczem i byłym przewodniczącym Shiromani Akali Dal.